# 크로스노

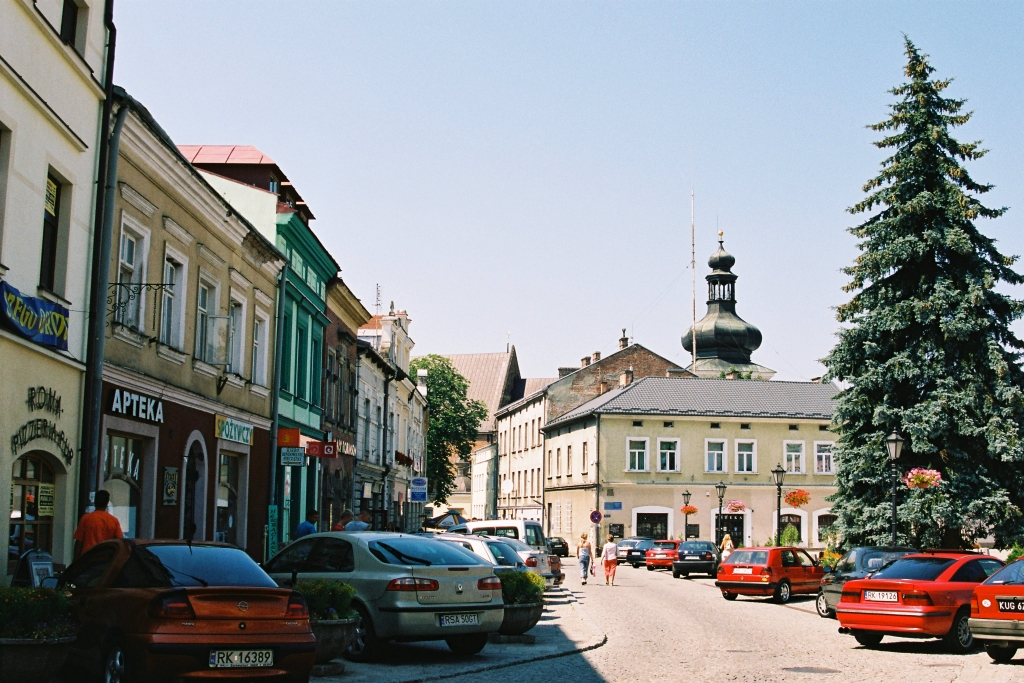
크로스노

크로스노(폴란드어: Krosno)는 폴란드 남동부 포트카르파츠키에주에 위치한 도시로, 면적은 43.48km2, 높이는 260m, 인구는 47,693명(2006년 기준), 인구 밀도는 1,100명/km2이다.

시기
시 문장

## 자매 도시
- 체코 우헤르스케흐라디슈테
- 우크라이나 우지호로드
- 슬로바키아 코시체
- 헝가리 절러에게르세그
- 헝가리 샤토러여우이헤이